# Branai Conte
Branai Conte, auch Brana oder Bernai Konti (italienisch Bernardo) (Albanien, … – 1508), Sohn von Vrana Konti.

## Leben
Branai, der in Albanien Maria Zardari († wahrscheinlich vor 1506 in Valencia), Tochter von Paolo Zardari und Theodora Muzaka, heiratete, kam im Gefolge von Andronika, der Witwe von Georg Kastrioti mit mindestens zwei Brüdern nach Italien: Giovanni († 1480), der in der Schlacht von Otranto fiel, und Stanisha, der Despina, Tochter von Moisé von Dibra († Konstantinopel, 1464) und Zanfina Muzaka heiratete.
Das Ehepaar – Branai Conte mit seiner Frau Maria und Kindern – genoss am Hof der neapolitanischen Königin Johanna III. – Schwester von König Ferdinand II. von Aragón und Ehefrau König von Ferdinand I. von Aragón († 1494) – und ihrer Tochter Johanna IV. eine herausragende Stellung und erhielt zahlreiche Privilegien.

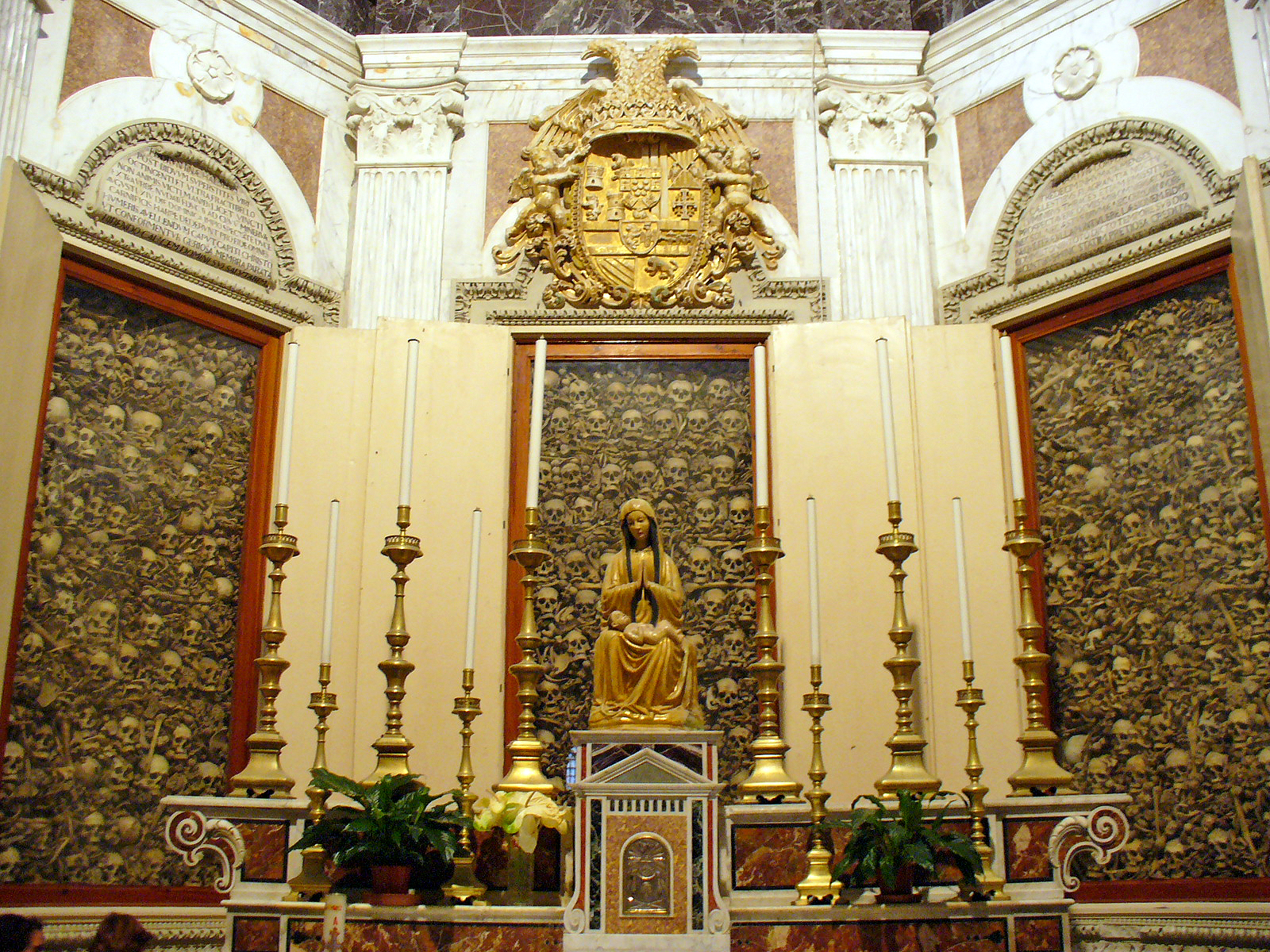
Die Märtyrer von Otranto

Im Jahr 1480 nahm Branai an der Seite des italienischen Condottiere Giulio Antonio Acquaviva d’Aragona an der Befreiung der Stadt Otranto teil. Anfang August 1481 wurde Branai aufgrund seiner türkischen Sprachkenntnisse von König Ferdinand I. von Neapel als Gesandter in das Hauptquartier des Paschas Gedik Keduk nach Vlora gesandt, um Friedensverhandlungen zu führen, die jedoch scheiterten.
Branai, der mit seiner Familie (Frau, drei Söhne und drei Töchter) in Neapel lebte und eine wichtige Stellung am Hof innehatte, war in die Krise der aragonesischen Dynastie verwickelt. Von König Friedrich I. von Neapel ist ein Brief überliefert, in dem er sich 1496 bei Branai für die Überzeugungsarbeit bedankt, die er zusammen mit Andronika, der Witwe Skanderbegs, geleistet hatte, um die verwitwete Königin Johanna III., die Mutter Friedrichs, von ihren Plänen abzubringen, Neapel zu verlassen und nach Spanien zurückzukehren.

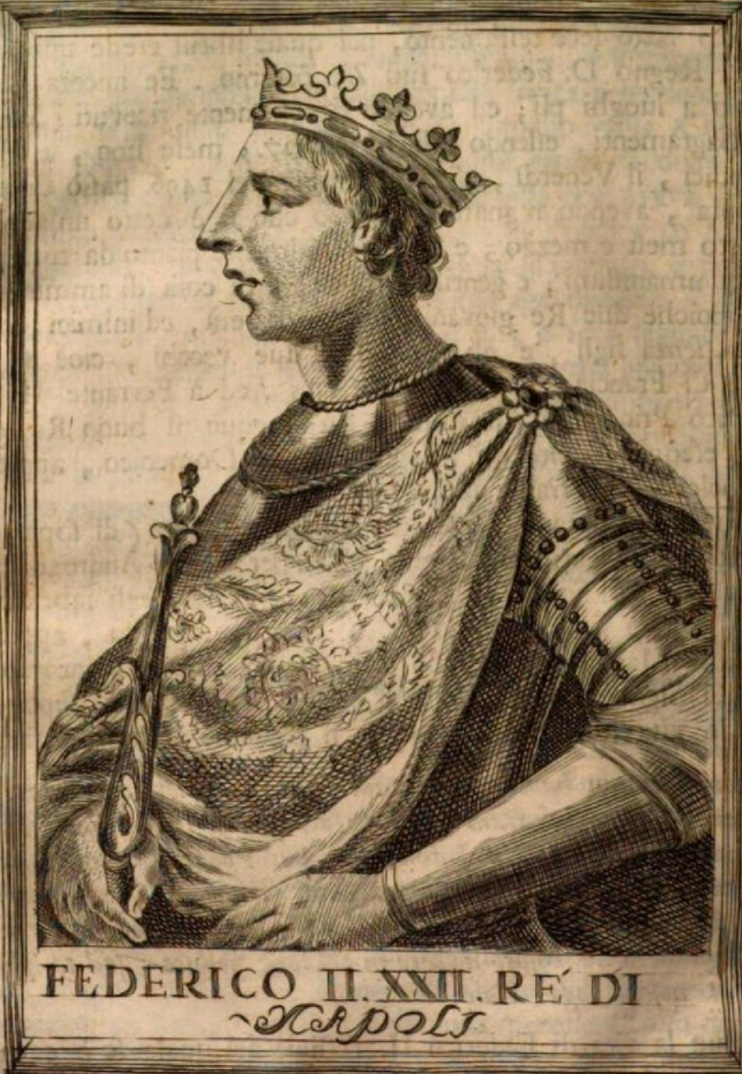
Porträt von Friedrich I. von Aragon, entnommen aus Bastian Biancardis Buch „Le vite dei Re di Napoli, raccolte succintamente con ogni accuratezza“, 1737

Als Belohnung für Branais Verdienste im Kampf gegen die Franzosen übertrug König Friedrich I. von Neapel ihm am 4. Februar 1497 die konfiszierten Ländereien des Ribellen Pirro del Balzo. Branai wurde erster Baron von Galatone und erster Graf von Copertino ernannte König Friedrich I. von Neapel Branai zum Baron von Galatone und zum Graf von Copertino, um ihn für seinen Kampf gegen die Franzosen zu belohnen, indem er ihm das beschlagnahmte Land von Pirro del Balzo übertrug. Die Grafschaft von Copertino schloss auch die Gebiete von Leverano und Veglie mit ein.
Am 7. September 1499 verließ Johanna III. Neapel und begab sich zu ihrem Bruder Ferdinand nach Spanien. Seine Tochter Giovanna IV. blieb in Neapel unter der „Vormundschaft“ von Branai, einem „würdigen Mann“, wie es in einem Bericht des venezianischen Gesandten Francesco Morosini vom Januar 1501 heißt. Johanna IV. hielt sich noch im März 1500 in Neapel auf, wie aus einem Brief Johanna III. an ihre Tochter vom 26. März 1500 hervorgeht.
Der englische Gesandte Thomas Bradley, der die beiden Königinnen am 23. Juni 1505 in ihrer Residenz in Reyalls (Valencia) besuchte, wurde Zeuge und notierte das Privileg, das Branai – ab dem 4. April 1505 erster Herzog von Ferrandina – „ein älterer Herzog mit langem Bart“, erteilt worden war. Er nahm an der Audienz teil, indem er in der Fensternische zur Rechten der Königinmutter stand. Begleitet wurde er von seinen Kindern (zwei Söhne und drei Töchter), die zusammen mit etwa 40 Höflingen beiderlei Geschlechts der Audienz beiwohnten. Dem Bericht zufolge waren auch Branais Ehefrau Maria, die zur Linken der Königin saß, und eine weitere Herzogin „aus den Teilen Griechenlands“ (wahrscheinlich Andronika) anwesend. Branai und seine Söhne (Cavalieri von Beruf) und Töchter waren als Ratsherren und Camerlengo, d. h. als Verwalter, täglich am Hof anwesend. Die beiden Königinnen kehrten 1506 nach Neapel zurück.

## Nachkommen
Die Nachkommen von Branai nahmen den Familiennamen Branai Castriota (später Granai Castriota und dann nur noch Castriota) an, was die Historiker oft mit der gleichnamigen Familie Kastrioti (ital. Castriota) in die Irre führte.
Branai war mit Maria Zardari (ital. Sagdara; Cousine zweiten Grades von Andronica, Witwe von Skanderbeg, verheiratet.), Tochter von Paolo Zardari und Theodora Muzaka.
Das Paar hatte drei Söhne und drei Töchter:
1. Giovanni († 2. August 1514 in Mesagne), 2. Graf von Copertino und 2. Baron von Galatone ab August 1508; 2. Herzog von Ferrandina ab 1505[16] ⚭ 1. Giovanna Gaetani dell’Aquila d’Aragona († nach 1541), Tochter von Onorato, 1. Herzog von Traetta und Lucrezia von Aragon; ⚭ 2. ?[17]
  1. Maria († 1560), Gräfin von Copertino und Herzogin von Ferrandina ab 1514, verkaufte 1559 das Lehen von Atripalda[18]
  2. Angela († 1518) ⚭ Ferdinando Orsini, 5. Herzog von Gravina[18]
  3. Pirro (natürlicher Sohn)[18]
    1. Giovanni Fabio[18]
    2. Alfonso[18]
    3. Gaspare[18]
2. Alfonso[16] († 1544), Königlicher Berater des Königs von Neapel[19], Hauptmann eines Stradiotenkontingents[20], 1. Graf von Atripalda ab 23. September 1512, 1. Marquis von Atripalda ab 1513[21] und Gouverneur der Provinzen Terra di Bari[22] und Terra d’Otranto[23]; ⚭ 1518 Camilla Gonzaga, venezianische Patrizierin, Tochter von Gianfrancesco, Herr von Sabbioneta, venezianischer Patrizier und Antonia del Balzo von den Herzögen von Andria.[18]
  1. Isabella ⚭ Francesco Acquaviva d’Aragona, 3. Herzog von Nardò[18]
  2. Giovanni († verstarb vor seinem Vater) ⚭ seine Cousine Giovanna, Tochter von Ferdinando[18]
  3. Antonio († 1549, ermordet nach einem Fest in Venedig), Marquis von Atripalda ab 1544, Herzog von Ferrandina und Graf von Copertino durch eheliche Verabredung.[18]
  4. Camilla ⚭ 1557 Ferrante Caracciolo 4. Herzog von Martina[18]
  5. Costantino, Ritter des Ordens des Heiligen Johannes von Jerusalem[18]
3. Ferdinando (auch Ferrante; † 24. Februar 1525 in der Schlacht bei Pavia), 1. Marquis von Città Sant’Angelo und 1. Graf von Spoltore ⚭ Camilla di Capua, Tochter von Giulio Cesare, 3. Graf von Palena und Ippolita di Gennaro der Herren von Nicotera.[18]
  1. Giovanna († ?), Markgräfin von Città Sant’Angelo; 1. ⚭ ihr Cousin Giovanni, Sohn von Alfonso; 2. ⚭ Alfonso Carafa Herzog von Nocera[18]
  2. Ippolita († Kloster Sapienza als „Nonne Elena“) ⚭ Clemente di Lannoy, Baron von Prata[18]
4. Isabella († 1545 im Schloss von Mignano Monte Lungo) ⚭ 1518 Guido Fieramosca (* 1479, † 28. September 1531; Bruder von Ettore Fieramosca), 2. Graf von Mignano Monte Lungo.[24]
5. Giovanna († ca. 1519) erhielt für ihre lebenslange Treue zu Königin Johann III. nach deren Tod (9. Januar 1517) mit Wirkung vom 11. Januar 1517 das Lehen Castellaneta mit dem Titel einer Herzogin.[18][25]
6. Giovanna († nach 1514), Herzogin von Castellaneta ab 1514.[18]